# Deep Cover
Deep Cover (również 187) – pierwszy solowy singiel amerykańskiego rapera Dr. Dre. Utwór został nagrany na potrzeby filmu o tym samym tytule. Gościnnie występuje raper Snoop Dogg, w tamtym czasie znany jako Snoop Doggy Dogg. Do utworu powstał teledysk.
Utwór zawiera trzy sample: perkusję z utworu „Sing a Simple Song” Sly and the Family Stone, wokal z utworu „(I Know) I’m Losing You” The Undisputed Truth oraz dźwięk „Fire Crackers, Lit With Match” z biblioteki Sound Ideas.

## Remix
Dr. Dre wydał remix do utworu, początkowo zatytułowany „One Eight Seven”, później jako „Deep Cover – The Remix” jako strona B na 12 calowej płycie winylowej zawierającej utwór „Fuck wit Dre Day” na stronie A. Później utwór znalazł się na kompilacji SOLAR Records „One Million Strong” (jako „187um”) oraz kompilacji Dr. Dre „Chronicles: Death Row Classics” (jako „One Eight Seven”). Remix jest krótszy o niecałą minutę i różni się nieco strukturą od oryginału. Nazwa „One Eight Seven” odnosi się do kodu 187, który w Kalifornijskim Kodeksie Prawnym oznacza zabójstwo.

## Cover
W 1998 roku raper Big Pun przy udziale Fat Joego nagrał cover utworu zatytułowany „Twinz (Deep Cover '98)” który znalazł się na debiutanckim albumie Big Puna „Capital Punishment”.